# 몰타 공방전 (제2차 세계 대전)
몰타 공방전은 1940년부터 추축국 군대와 연합국 군대가 몰타를 두고 벌인 공방전으로, 엄청난 추축국의 포위 공격 및 폭격에도 연합군이 승리한 전투이다.

## 배경
영국에게 있어서 몰타는 지브롤터와 알렉산드리아 사이의 중요한 육군과 해군의 요충지로, 연합군의 물자 수송을 담당하고 있었던 몰타는 이탈리아 왕국의 공격에 쉽게 노출되어 있었다. 몰타는 영국령 홍콩 및 영국령 인도 제국에서 출발한 함선이 수에즈 운하를 거쳐 알렉산드리아에 정박한 이후, 영국 본토와 지브롤터를 이어주기 위한 지중해의 경유 지점이기도 했다. 몰타는 지리적으로 가까운 추축국 중 하나인 이탈리아 왕국의 공격에 쉽게 노출되어 있었다. 영국 해군은 1930년대에 발레타에 있던 함선들을 알렉산드리아로 옮겼다. 1939년, 영국 공군은 이탈리아 왕국의 침공에 대비해 몰타에 있는 대공포와 전투기를 증강시켰다. 타란토 전투에서 이탈리아군을 격퇴시킨 이후 이탈리아군은 몰타의 중요성을 심각하게 깨닫고 이에 대한 침공 계획을 세운다.

## 이탈리아의 공격 (1940년 6월~12월)

### 공군의 공격
이탈리아 공군은 1940년 6월11일에 첫 공격을 감행했다. 55대의 폭격기와 21대의 전투기는 몰타 상공을 날며 142개의 폭탄을 루카, 할파, 타 칼리의 비행장에 투하했다. 이후 이탈리아 SM.79 "스파비에로" 전투기 10대와 마치니 C.200 20대가 공중 공격 없이 몰타 상공을 날았다. 할파 전투기 비행장은 다수의 호커 허리케인과 3대의 전투기를 잃었다. 이탈리아 공군은 약 2만 피트의 상공에서 날았으며 함정 HMS 테러와 포함 알피스 및 레이디버드가 공격을 개시했다. 오후에는 38대의 폭격기와 12개의 전투기가 수도 발레타를 공습했다. 총 8번의 공습이 6월 11일에 있었다. 6월 19일 페어리 소드피시 12대가 할파의 비행장으로 날아가 프랑스령 튀니지로 날아갔으나 포위되어 후퇴했고 6월 말에는 아우구스타 항의 시칠리아섬에 공습을 가해 함선과 정유소를 폭격했다.
7월 초에 공수 부대원들이 아우구스투스를 공격했고, 8월 달에는 12개의 허리케인 비행기들이 아우구스투스 항으로 날아갔다. 11월 17일, 영국 공군은 화이트 작전을 개시해 12대의 허리케인 비행기를 몰타에 투입시키려 했으나 2대의 허리케인이 격추되었고, 대부분의 비행기는 연료 부족과, 뒤늦은 도착으로 착륙에 실패했다. 8주 후 원래의 허리케인 비행기들은 여유 공간의 부족으로 착륙했다. 1940년의 남은 기간은 폭격기 23대 및 전투기 12대를 격추시키고 181대의 폭격기와 7개의 전투기에 피해를 입힌 이탈리아 공군의 활약이 있었다.

### 해군의 공격
이탈리아 해군은 다른 다양한 원인들로 공격이 지연되었는데 그 중 가장 큰 이유는 해전 경험이 없었다는 것이었다. 이탈리아인들은 자신들이 영국 공군을 이기지 못할 것이라고 믿고 있었기 때문에 적절히 공격할 수 있는 기반이 조성되었음에도 불구하고 공격에 나서지 않았다. 또한 기름의 부족도 큰 원인이었는데 당시 독일군의 경우에는 루마니아로부터 석유를 수입했다. 독일군은 석유를 많이 수입함으로써, 이탈리아가 지중해에서 거대한 공격을 하기를 바랐다. 1941년부터 이탈리아는 적은 양의 석유를 공급받을 수 밖에 없었다.

### 영국의 반격

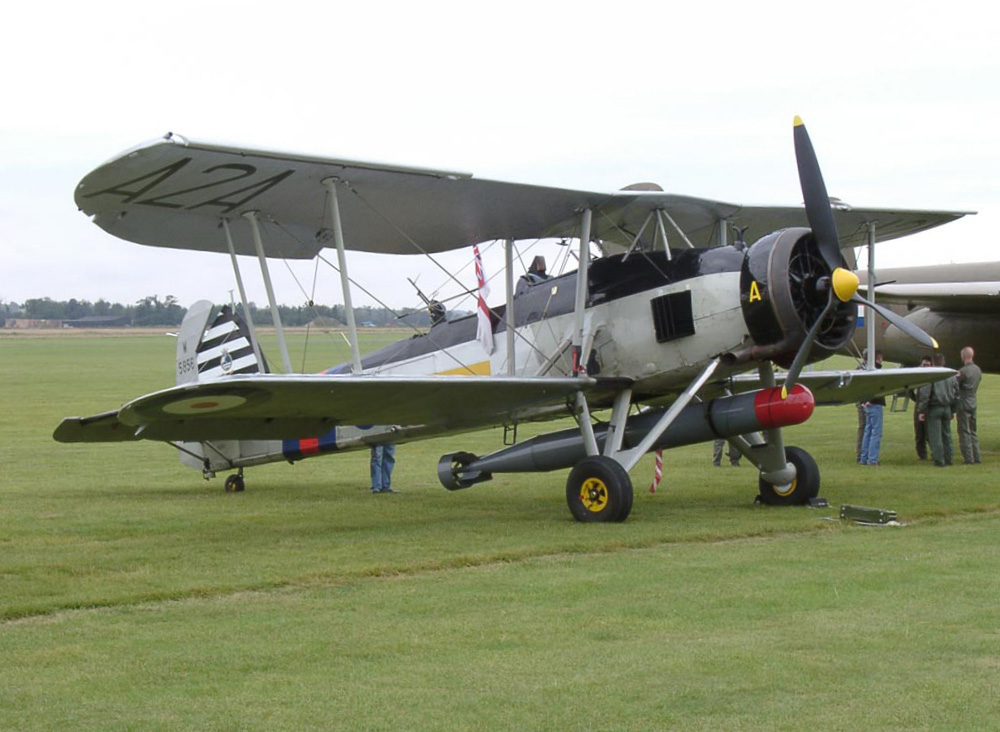
제2차 세계 대전 당시 영국 공군의 주요 뇌격기 중 하나였던 페어리 소드피시이다. 타란토 항 전투에서 이탈리아 해군의 주요 함선을 격침시켰으며, 독일 군함인 비스마르크 호를 침공시키는데도 기여했다.

영국군은 이탈리아 공군의 공습에도 이탈리아 군의 이집트 침공을 막아냈으며, 컴퍼스 작전을 통해 이탈리아 군을 리비아로 쫓아냈다. 북아프리카 전역에서 이탈리아 군을 막아낸 영국군은 몰타 방위에 더욱 집중할 수 있게 되었고 1940년 11월 이탈리아의 타란토를 공습함으로써 영국 공군은 자신들의 위력을 발휘했다. 영국군은 몰타 방어를 위해 자신들의 U급 잠수함을 6월달부터 출격하고 있었는데, 각 임무마다 잠수함 절반씩을 잃음으로써, 그들은 철수했다. U급 잠수함들의 생산량이 어느 정도 충분할 때까지 영국군은 T급 잠수함을 전투에 투입했다. T급 잠수함들은 1940년 9월 20일에 펼쳐진 작전에서 성공을 거두었으나 손실 또한 컸다. 폭격기로 인해 대부분의 이탈리아 군은 공격할 수 없었다. 잠수함과 공군은 37만 톤의 이탈리아 배를 격침시켰고, 1941년 1월 14일부터는 U급 잠수함들이 몰타에서 활동하기 시작했다.

## 독일군의 개입

### 이탈리아 지원
독일군은 서부 사막 전역에 개입하여 영국군을 다시 이집트 일대로 몰아냈다. 이후 독일군은 1941년 1월 시칠리아섬에 OLK와 FC 10을 먼저 보냈고, 이탈리아 해군과 연합하기 위해 1941년 2월 9일 이탈리아령 동아프리카의 일부였던 리비아의 트리폴리 항구 일대에 잠수함 3척을 보냈다. 이탈리아는 1941년 2월 10일, 이탈리아 공군은 콜로서스 작전을 개시해 영국 공군에 타격을 입히려고 했으나, 이탈리아군 역시 만만찮은 피해를 입었다. 1941년 영국 잠수함은 독일 상선이 리비아로 독일 군수품을 보내는 것을 막는데 실패했다. 그러나 1941년 1월부터 4월까지 독일 상선 321,259 톤의 상선 중 오직 18,777톤 만이 리비아의 항구에 도착했다는 것은 그만큼 영국군의 반격이 거셌다는 것을 의미하기도 했다. 이것은 독일군 상선 94% 이상이 침몰되었다는 뜻이기도 하다. 1941년 1월 2일, 첫 독일군 분대가 시칠리아섬에 도착했고, 뒤이어 1월 10일부터는 255개의 전투기가 소집되었다. 12월 10일부터 독일군의 연합군 공격이 시작되었다. 첫 독일군의 작전에서 95개의 항공군과 14,389명의 독일군이 참전했다. 독일군은 JU-87 공군 대원에게 HMS 일러스트리어스를 격침시키라고 지시했다.

### 익세스 작전과 HMS 일러스트리어스 폭격

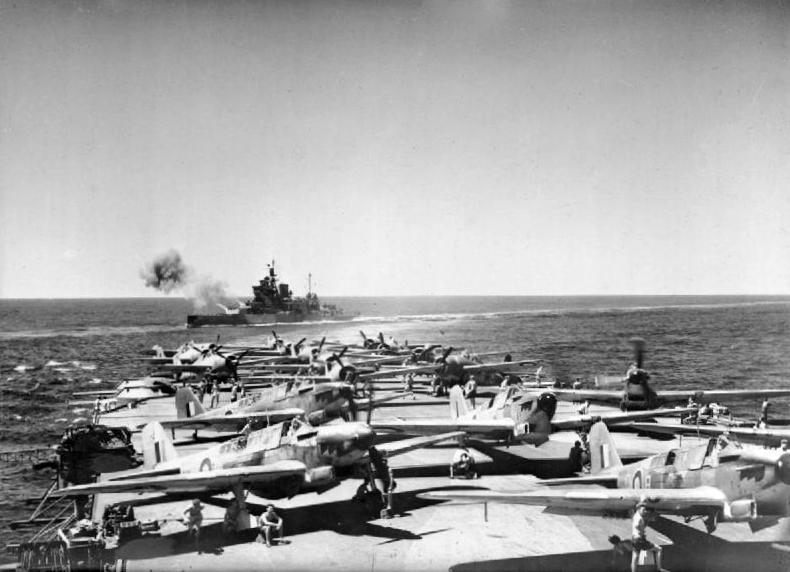
영국 해군 A 군단에서 본 HMS 발리안트의 공격 모습. HMS 발리안트는 1914년 만들어져 제1차 세계 대전과 제2차 세계 대전에서 활약한 구축함이자 전함이다. 익세스 작전은 1941년 1월 10일부터 11일까지 이틀 간 벌어진 격전이었고, 영국군과 추축국 군대 둘 다에게 엄청난 피해를 입혔지만, 영국군이 결정적으로 승리했다.

#### 익세스 작전
영국 공군은 독일군에 대한 반격의 일환으로 시칠리아 항구에 대한 공격을 개시했다. 1941년 1월 시칠리아 남부에서 영국군은 이탈리아 및 독일 부대와 대항하기 위해 익세스 작전을 시작했다. 1941년 1월 6일, 영국군은 지브롤터에서 대서양을 향해 오는 추축국 함선을 발견했다. 1월 7일,H 군단이 MC 4를 보호하기 위해 지브롤터에서 항해를 시작했다 A 군단, D 군단, C 군단이 알렉산드리아에서 출발했다. B 군단은 몰타를 향해 에게해에서 출항했다. 1월 8일, B 군단이 몰타에 그들의 승객을 내린 후 MC 4와 만나기 위해 서쪽으로 이동했다. 비커스 웰링턴이 나폴리를 폭격해 줄리오 체사레를 격침시키고, 비토리오 베네토를 후퇴시켰다. 1월 9일, A 군단과 D 군단이 만났고, B 군단도 MC 4와 만났다. MC 4와 H 군단은 이탈리아 공군에 의해 발각되었으며 10대의 SM.79에게 공격받았다. H 군단이 MC 4를 남겨두고 떠났고, 펄마르가 SM.79에 응전하여 2대를 격추시켰고 이후 소워드피시가 출격하여 효과가 거의 없는 폭격을 했다. A 군단은 MC 4의 전투에 합류했다. 1월 10일 이탈리아 잠수함과 어뢰정이 영국군을 공격했으나 실패했고, 판텔레리아 인근 해상에서 이탈리아 함선 2척이 영국군 함선 1척을 격침시켰다. 갈란트 함선은 전투 도중 공격을 받아 키가 파괴되어 65명이 죽었고, B 군단의 공군이 적 공군의 공격을 막아내며 손상된 갈란트 함선을 인양하는 세티모 호를 보호했다. MC 4와 MW 5는 몰타에 무사히 도착했다. A 군단은 JU 87을 비롯한 다수의 폭격기의 공격을 받았고, 이 과정에서 영국군과 독일-이탈리아 군의 격렬한 혼전이 벌어졌다. 이 과정에서 8대의 독일군 전투기가 격추되었고, A 군단의 대부분의 함대가 손상되거나 격침되었다. 1월 11일, 갈란트 함선이 몰타의 그랜드 항구에 정박했으나 수리되지 못했고, B 군단은 A 군단과 다시 만나려 했으나 독일 공군의 공습을 받았다. 글라우스터 호가 폭탄을 맞아 손상되었고, 사우스햄프턴이 80명의 사상자를 낸 채 두 개의 폭탄을 맞았다. H 군단은 지브롤터로 돌아갔다. 1월 12일 B 군단에 의해 A 군단은 서부 크레타의 수비를 강화했고, B 군단은 알렉산드리아로 돌아갔다. 1월 13일, ME 6이 알렉산드리아에 도착함으로써 전쟁은 끝났다.

#### HMS 일러스트리어스 폭격

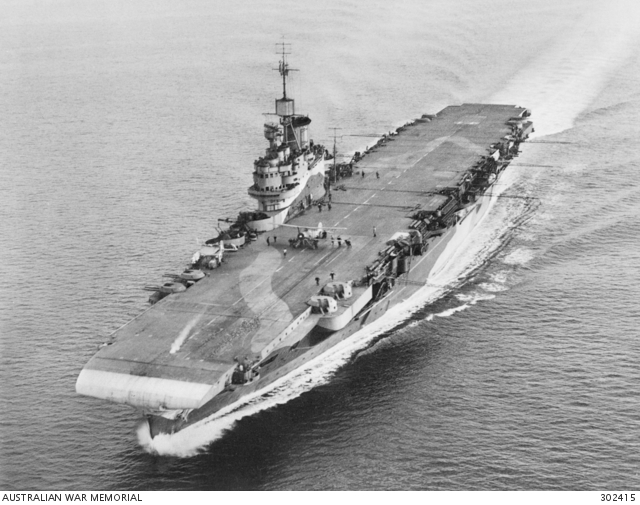
HMS 일러스트리어스의 1942년 모습으로 지중해 전구에서 영국군의 항공 모함으로 활약했다. 독일군은 이 항공모함을 격침시키려고 했으나 함선은 손상을 입은채 미국으로 가 수리를 받음으로써 독일군의 작전은 실패했다.

HMS 일러스트리어스가 몰타 항에 정박해 있을 때, 독일 공군은 이 항공 모함을 격침시키기 위해 1월 10일과 1월 11일 Ju 87을 보내 공습을 가했다. 항공 모함이 미처 고쳐지기도 전에 공습을 가해, HMS 일러스트리어스는 파손되었고, 1월 16일 뒤이은 공습으로 몰타 항 인근의 물고기가 다수 죽었다. 아이러니하게도 이 물고기들은 포위된 몰타인의 식량이 되었다.

## 같이 보기
- 제2차 세계 대전 중 지브롤터의 군사 역사

## 참고 문헌
- Bungay, Stephen. Alamein. Aurum Press. 2002. ISBN 1-85410-929-4
- Bradford, Ernle. Siege: Malta 1940–1943. Pen & Sword. 1986. ISBN 978-0-85052-930-2
- Bragadin, Marc'Antonio (1957). The Italian Navy in World War II, United States Naval Institute, Annapolis.ISBN 978-0-405-13031-1
- Cocchia, Aldo (1958). The hunters and the hunted. Navies and Men Series. Naval Institute press, p. 109. ISBN 0-405-13030-9
- Crawford, Alex. Gloster Gladiator. Redbourn, UK: Mushroom Model Publications, 2002. ISBN 83-916327-0-9.
- Delve, Ken. The Story of the Spitfire: An Operational and Combat History. London: Greenhill books, 2007. ISBN 978-1-85367-725-0.
- de Zeng, H.L; Stanket, D.G; Creek, E.J. Bomber Units of the Luftwaffe 1933–1945; A Reference Source, Volume 2. Ian Allen Publishing, 2007. ISBN 978-1-903223-87-1
- de Zeng, H.L; Stanket, D.G; Creek, E.J. Bomber Units of the Luftwaffe 1933–1945; A Reference Source, Volume 1. Ian Allen Publishing, 2007. ISBN 978-1-85780-279-5
- Holland, James. Fortress Malta: An Island Under Siege, 1940–1943. New York: Miramax Books, 2003. ISBN 1-4013-5186-7and Orion books, ISBN 978-0-304-36654-5.
- Hogan, George. Malta: The Triumphant Years, 1940–1943. Robert Hale. 1978. ISBN 978-0-7091-7115-7
- Keegan, John. The Oxford Companion to World War Two. Oxford University Press. 2005. ISBN 0-19-280666-1
- Mallett, Robert. The Italian Navy and Fascist Expansionism, 1935–1940. Frank Cass. 1998. ISBN 0-7146-4432-3
- Price, Alfred. Spitfire Mark V Aces 1941-45. London: Osprey Aerospace, 1997. ISBN 1-85532-635-3.
- Rogers, Anthony. 185: The Malta Squadron. Spellmount, London, 2005. ISBN 1-86227-274-3
- Rogers, Anthony. Battle Over Malta: Aircraft Losses and Crash Sites, 1940–42 . Sutton Books. 2000. ISBN 978-0-7509-2392-7
- Scutts, Jerry. Bf 109 Aces of North Africa and the Mediterranean. London: Osprey Publishing, 1994. ISBN 1-85532-448-2.
- Shores, Christopher and Cull, Brian with Malizia, Nicola. Malta: The Hurricane Years. London: Grub Street, 1987. ISBN 0-948817-06-2
- Smith, Peter C. The Battles of the Malta Striking Forces. Littlehampton Book Services. 1974. ISBN 978-0-7110-0528-0
- Spooner, Tony. Supreme Gallantry: Malta's Role in the Allied Victory, 1939–1945. London. 1996. 978-0719557064
- Taylor, A.J.P. and S.L. Mayer, eds. A History Of World War Two. London: Octopus Books, 1974. ISBN 0-7064-0399-1.
- Terraine, John.The Right of the Line: The Royal Air Force in the European War, 1939–1945. Sceptre Publishing. 1985. ISBN 0-340-41919-9
- Thomas, Andrew. Gloster Gladiator Aces. Botley, UK: Osprey Publishing, 2002. ISBN 1-84176-289-X.
- Wingate, John. The Fighting Tenth: The Tenth Submarine Flotilla and the Siege of Malta. Pen & Sword. 1991. ISBN 978-0-85052-891-6